# Peter Bjorn and John
Peter Bjorn and John är ett svenskt indiepop/rockband bildat i Stockholm 1999, bestående av Peter Morén (sång, gitarr, munspel), Björn Yttling (bas, keyboard, sång) och John Eriksson (trummor, slagverk, sång). 
Bandet fick sitt stora internationella genombrott med singeln "Young Folks" (2006), där Victoria Bergsman (tidigare i The Concretes) medverkar. Låten blev en topp 20-hit i Storbritannien och har använts i ett flertal sammanhang, bland annat i TV-serierna How I Met Your Mother och Gossip Girl, filmen Bandslam, samt i reklamfilmer och TV-spel som FIFA 08. Den brittiska musiktidningen NME har placerat låten på andraplatsen över de bästa låtarna från 2006, och den amerikanska musiktidningen Pitchfork utsåg "Young Folks" till årets femte bästa låt.. På senare år har låten befäst sig som en de bästa indielåtarna, vilket syns på spellistor på streamingplattformar samt diverse listor från internationell media.

## Karriär

### Tidiga år (1997–2005)
Peter Morén och Björn Yttling inledde sitt musikaliska samarbete redan under skolåren och bildade bandet Piggy In The Middle, som släppte albumet Images & Distorted Facts 1997. Efter flytten till Stockholm 1999 träffade de John Eriksson, och trion som sedan blev Peter Bjorn and John formades. Alla tre visade sig vara skickliga låtskrivare och sjöng ofta solo – ett viktigt kännetecken för gruppens musikaliska samspel och kreativitet.

#### Peter Bjorn and John(2002)
Debutalbumet, inspelat i Högalid Studio och Gröndal Studio i Stockholm och är producerat av Björn Yttling. Albumet kombinerar influenser från barockpop, powerpop och new wave till en unik, finslipad stil formad genom åratal av liveframträdanden och inspelningar.

#### Falling Out(2004)
Album nummer två, Falling Out, släpptes 4 oktober 2004, inspelad i Gröndahl och Högalid Studios under sent 2003–tidigt 2004, och återigen producerat av Yttling. Låtarna präglas av relationskriser och bittra teman, ofta i en dramatisk popsemblans med rå energi och intensitet. Tre singlar släpptes: “Teen Love”, “It Beats Me Every Time” och promo-singeln ”Tailormade”.

### Genombrott och internationell succé (2006–2011)

#### Writer’s Block(2006)
Tredje albumet, Writer’s Block, släpptes den 14 augusti 2006 (UK), i februari 2007 i USA, och blev bandets internationella genombrottsverk. Kritiker, inklusive Pitchfork, hyllade skivan som deras mest fokuserade och fulländade insats hittills – en mix av lo‑fi‑80-talselektronik, shoegaze-gitarrer, slacker-beats och drömska texturer samtidig med stark låtskrivarskicklighet och melodisk finess. Singeln "Young Folks" (med Victoria Bergsman, alias Taken by Trees) blev snabbt ikonisk med visslande hook, bongotrummor och subtil duettkemi, och bidrog starkt till att definiera albumets sound. Bland övriga uppmärksammade spår finns “Amsterdam”, “Up Against the Wall”, “The Chills”, “Roll the Credits” och avslutande “Poor Cow”.

#### Seaside Rock(2008)

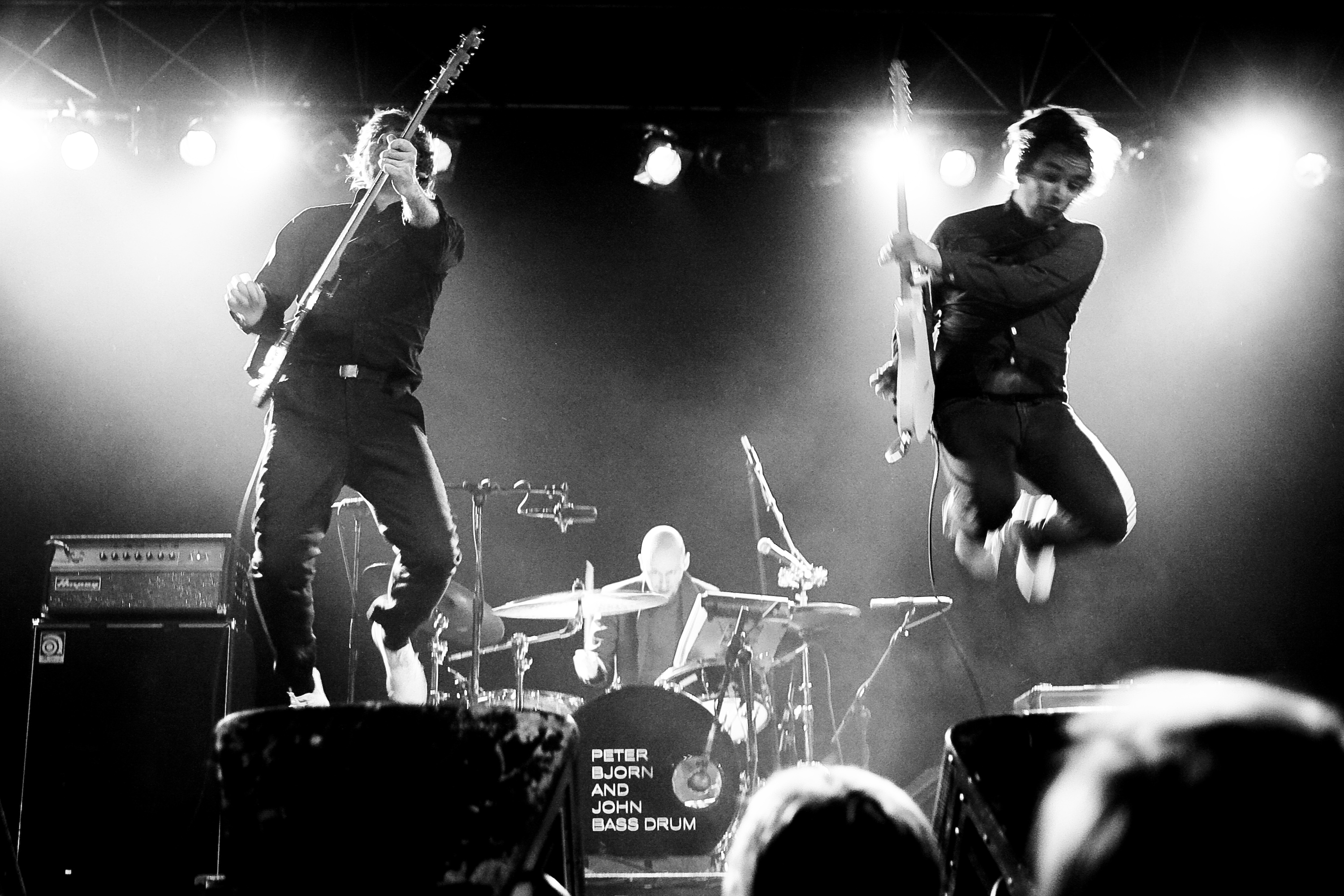
Peter Bjorn and John live i Kansas City, november 2007.

I hösten 2008 släpptes Seaside Rock, ett nästan helt instrumentalt album med atmosfäriska ljudlandskap och inslag av svenskt tal och fältinspelningar. Albumet släpptes först digitalt och på vinyl i USA och inkluderades senare i deluxeversionen av Living Thing.

#### Living Thing(2009)
Living Thing var ett mörkare och mer experimentellt sound, och släpptes i mars 2009. Inspelningarna ägde rum i studior i Stockholm, New York och Los Angeles. AllMusic noterade albumets kombination av elektrisk pop/rock med elektroniska inslag och hook-fokuserad struktur, medan Pitchfork beskrev ljudbilden som mer minimalistisk post-punk och elektroniskt experimentell. Skivan innehåller singlarna “Nothing to Worry About”, ”It Don’t Move Me” och ”Lay It Down”. Under samma period var bandet förband till Depeche Mode på deras Tour of the Universe.

#### Gimme Some(2011)
Efter de mer experimentella inslagen på Living Thing (2009) återvände Peter Bjorn and John med Gimme Some (2011) till ett mer direkt och gitarrdrivet sound. Albumet, som producerades av Per Sunding (känd från The Cardigans och Eggstone), präglas av högre tempo, tydligare melodier och en mer avskalad energi som påminner om bandets tidiga verk. Singeln "Second Chance" blev en av deras mest spelade låtar sedan "Young Folks" och kännetecknas av sitt framträdande cowbell-beat och lekfulla refräng. Även spår som "Dig a Little Deeper" och "Breaker Breaker" visar på bandets vilja att blanda popkänsla med punkinfluerade, korta utbrott.
Även om kritiken var blandad – där vissa recensenter menade att albumet saknade den oväntade magi som genomsyrade Writer’s Block – lyftes spår som "Lies" och "May Seem Macabre" fram som höjdpunkter. Pitchfork beskrev plattan som ett försök att hitta balansen mellan kommersiell pop och bandets mer experimentella sida, medan AllMusic framhöll dess energiska, raka karaktär och samspelta bandkänsla. Albumet markerade också första gången gruppen tog in en extern producent, vilket bidrog till den mer fokuserade och sammansvetsade ljudbilden. Singeln “Second Chance” fick stor spridning i USA, bland annat i reklam för Bud Light och som tema i sitcomen 2 Broke Girls.

### Senare år (2012–nutid)

#### Breakin’ Point(2016)
Efter en paus på fem år återvände Peter Bjorn and John med albumet Breakin’ Point, inspelat delvis i ABBA:s gamla studio och färdigställt med hjälp av stora producenter som Paul Epworth, Greg Kurstin och Emile Haynie, samt interna krafter som Björn Yttling. Albumet har en blank och polerad produktion, med en tydlig betoning på singelkvalitet snarare än albumstruktur – enligt bandet själva betraktade de varje låt som en potentiell singel. Kritiker menar att materialet kännetecknas av lättlyssnade hooks och dansanta rytmer, även om textinnehållet ofta kretsar kring kärlekskriser, kreativ utmattning och post-fame-ångest. Låtar som “Hard Sleep” hyllades för sin intensitet och eufori, medan “Dominos”, “Love Is What You Want” och titelspåret “Breakin’ Point” jämfördes med bandets tidigare succé “Young Folks” – inte minst tack vare igenkännandet av visslande melodi i titelspåret.

#### Darker Days(2018)
Fyra år senare släpptes Darker Days, ett album som enligt kritiker innebar en återgång till bandets mer in-house-produktion och en klarare, mer sammanhållen estetik. Albumet kännetecknas av 70‑talsinfluerade arrangemang, influenser från Simon & Garfunkel och Jack White, med teman som kretsar kring samhällsskildring, relationer och existentiella grubbel från medlemmarnas sida.
Som ett nytt grepp gav varje bandmedlem ett eget singelbidrag: “One for the Team”, “Gut Feeling”, och “Every Other Night”, följt av “Wrapped Around the Axle”. Skivan följdes av EP:n EPBJ (2019), med tre låtar inspelade live i INGRID Studios i Stockholm, inklusive titellåten "Darker Days" som inte fick plats på själva albumet. AllMusic kallade albumet "en återgång till grunderna" och beskrev det som mörkt men självsäkert och förnyat, medan Loud and Quiet menade att det var friskt, tillgängligt och nästintill glänsande – trots sin titel.

#### Endless Dream(2020)
Bandets nionde album, Endless Dream, släpptes 13 mars 2020 på INGRID, utan CD-utgåva (endast vinyl och digitalt) som ett tecken på skivmarknadens förändrade landskap. Albumet producerades i huvudsak live-off-the-floor av bandet själva och släpptes snabbt efter Darker Days, med ljusare ton och teman kring hopp, mentalt utrymme och kreativ reflektion. Under Endless Dream släpptes sex singlar med tillhörande musikvideor, vilka tillsammans berättade en sammansatt visuell berättelse, ett grepp i stil med det konceptuella videoalbum som ingick i Gimme Some.
På grund av coronapandemin ställdes deras planerade turné in. Under pandemin livesände Peter Bjorn and John i 36 timmar från Ingrids studio tillsammans med en rad andra artister, bland annat Freja The Dragon, Tussilago, Esther, Grant, Johnossi, Olsson, Alice Boman, Shout Out Louds, Jenny Wilson, Tove Styrke och Thomas Stenström.
2025 genomförde bandet sin första Nordamerikanska turné på sex år för att fira 19-årsjubileet av albumet Writer’s Block. Turnén började med en spelning på Debaser, och fortsatte sedan i USA och Kanada.

### Samarbeten och soloprojekt
2007 samplade Kanye West  "Young Folks" till sin mixtape Can't Tell Me Nothing. Senare framförde han och Peter Bjorn and John låten tillsammans på Way Out West-festivalen i Göteborg.
Därtill har bandet samarbetat med den svenska artisten Freja The Dragon, där bandet gästar på låten "Closer" (2019). Björn Yttling medverkade som medproducent på Frejas debut-EP Long Gong Girl.

#### Peter Morén
The Last Tycoon (8 april 2008) var Moréns engelskspråkiga debut och utmärktes av akustisk indie- och folkrock med lager av stråkarrangemang och syntar. Albumet spelades in under flera års tid i små studios och repetitioner i Stockholm och innehåller singlarna “Social Competence” och “Reel Too Real”. Med I Spåren Av Tåren (mars 2010) skrev han sina texter på svenska för första gången, med ambitionen att kunna använda språkliga och kulturella nyanser med större frihet. Musikaliskt bjuder det på en blandning av klassisk rock, soul och barockpop. Två år senare släpptes Pyramiden (september 2012). Ett mer politiskt album inspirerat av den ryska spökstaden och koncept som karriärpyramider och pyramidspel. Skivan kombinerar modern indie och new wave med akustiska inslag och svenska texter fyllda med samhällsskildring och kulturreferenser.
Albumet 40 (2017) markerar Moréns 40-årsdag och är en blandning av originallåtar, samarbeten och covers. Skivan präglas av reflektioner kring medelåldern, kreativitet och identitet – inte sällan med självironisk ton och personlig intensitet. År 2019 släppte han tillsammans med David Shutrick EP:n En Åldrande Befolkning, som senare utökades till fullängd 2019. Under senare år har Morén även släppt EP-serien Broken Swenglish, där han översatt sina mest kända svenskspråkiga låtar till engelska – som “Esther” och “Odyssén”.
Under namnet SunYears driver Peter Morén numera sitt soloprojekt/band sedan 2023, och live består SunYears av Morén på sång och gitarr, Nino Keller och Andreas Nordell på trummor respektive bas. Debutalbumet Come Fetch My Soul! är en personlig musikalisk återkomst med influenser från drömsk folkrock, Beatles‑harmonier och psykedelisk jangle‑gitarr, och innehåller duetter med artisterna Ron Sexsmith, Jess Williamson, Eric D. Johnson (Fruit Bats), Kathryn Williams och Ren Harvieu. Projektet nominerades till Årets singer‑songwriter på Manifestgalan 2024, där de också var en av liveakterna på galan, och blev också nominerat till Årets album och Årets låtskrivare på Dalecarlia Music Awards 2024. Uppföljaren, The Song Forlorn (21 augusti 2025, Villa), utvidgar det samarbetande arbetssättet med bidrag från Lisa Hannigan, Sam Genders (Tunng/Diagrams), Nicole Atkins, Madison Cunningham och De Clair.
Hösten 2024 var Peter Morén initiativtagare, tillsammans med producenten Ronald Bood, till hyllningsalbumet och konsertkvällen "Älskar inte vi dig då – en hommage till Olle Adolphson" på Cirkus i Stockholm, med anledning av att visdiktaren skulle ha fyllt 90 år. Under konserten medverkade bland andra Tomas Andersson Wij, Jakob Hellman, Lisa Nilsson, Amanda Ginsburg, Emil Svanängen (Loney Dear), Janice, Moonica Mac, Lill Lindfors, Mats Bergström, Junior Brielle, Zacke och Vilma Flood, och Morén själv framträdde både som artist och arrangör.

#### Björn Yttling
Tillsammans med Joakim Åhlund (Teddybears, Caesars) bildar Yttling duon Abstract Crimewave (tidigare Smile). Duons debutalbum A Flash in the Night kom 2012 och uppföljaren Phantom Island 2022 med Robyn som gäst på singeln “Call My Name”. Albumet The Longest Night (2024) släpptes under det nya namnet och innehåller samarbeten med med gäster som Lykke Li (“The Gambler”), Chrissie Hynde (titelspåret) och Gustav Ejstes (Dungen, “Flyga Fram”)). Albumet belönades med priset Årets Pop på Manifestgalan 2025 med motiveringen att det är ett stjärnspäckat album som blickar både framåt och bakåt.
Yttling är även aktiv under projektet Yttling Jazz, där han återvände till sina jazzrötter, där han återupplivade ett tidigare artistnamn under vilket han tidigare spelade in albumet Oh Lord, Why Can't I Keep My Big Mouth Shut (2005). Med skolning hos Esbjörn Svensson har han utforskat nordisk melankoli i modern jazz tillsammans med improvisatörer som Goran Kajfeš, Jonas Kullhammar och Dan Berglund. Musiken kombinerar influenser från Brian Eno, Jan Johansson, Charles Mingus och Thelonious Monk.
Björn Yttling har varit Lykke Lis främsta samarbetspartner sedan debuten och producerade hela Youth Novels (2008), där han formade ett minimalistiskt poplandskap med reverbad bas och subtila instrumentinslag. På Wounded Rhymes (2011) utvecklade han en mörkare och mer självsäker ljudbild, och albumet innehåller även låten “I Follow Rivers”. I Never Learn (2014) producerades tillsammans med Greg Kurstin och präglades av avskalade, emotionellt laddade ballader. Senast återförenades de för EYEYE (2022), ett intimt, lo‑fi‑inspirerat album med filmisk och känslonära ljudbild.

#### John Eriksson
John Eriksson fortsätter som elektronisk musiker under aliaset Hortlax Cobra, med flera vinyl‑EPs utgivna via INGRID. Han medverkar även i projektet Holiday For Strings och har tidigare varit medlem i slagverksensemblen Peaux samt i den svenska Kroumata-ensemblen. Han är en av grundarna till INGRID-kollektivet och bidrog med en låt till samlingsalbumet Ingrid Volym 1.

## Medlemmar
- Peter Morén - sång, gitarr, munspel
- Björn Yttling - sång, bas, keyboard
- John Eriksson - sång, trummor, percussion

## Diskografi

### Album
- 2002 - Peter Bjorn and John
- 2004 - Falling Out
- 2006 - Writer's Block
- 2008 - Seaside Rock
- 2009 - Living Thing
- 2009 - Living Thing (The Remixes)
- 2009 - Writer's Block (Remixes) (endast fysisk utgåva)
- 2011 - Gimme Some
- 2016 - Breakin' Point
- 2018 - Darker Days
- 2020 - Endless Dream

### EPs
- 2001 - Forbidden Chords
- 2003 - 100 M Of Hurdles
- 2004 - Beats Traps And Backgrounds
- 2019 - EPBJ
- 2019 - INGRID Live Session
- 2020 - Endless Play

### Singlar
- 2002 - "Failing And Passing"
- 2002 - "I Don't Know What I Want Us To Do"
- 2003 - "People They Know"
- 2003 - "(I Just Wanna) See Through"
- 2004 - "Teen Love"
- 2006 - "Young Folks" (fysisk utgåva i flera olika varianter)
- 2006 - "Let's Call It Off" (fysisk utgåva)
- 2007 - "Objects of My Affection" (fysisk utgåva)
- 2009 - "It Don't Move Me"
- 2009 - "Lay It Down"
- 2009 - "Nothing to Worry About"
- 2009 - "Summer Breeze" (Seals and Crofts cover)
- 2011 - "Dig A Little Deeper" (fysisk utgåva)
- 2011 - "Second Chance" (fysisk utgåva)
- 2011 - "Breaker Breaker" (fysisk utgåva)
- 2012 - "Plays The Chills / The Chills" (Peter Bjorn John och Hell On Wheels) (endast fysisk utgåva)
- 2016 - "What you talking about"
- 2016 - "Breakin' Point"
- 2016 - "Dominos"
- 2018 - "One For The Team"
- 2018 - "Gut Feeling"
- 2018 - "Every Other Night"
- 2018 - "Wrapped Around The Axle"
- 2019 - "Rusty Nail"
- 2021 - "Music"
- 2022 - "Rubbing Eyes Blind"
- 2022 - "Closer" (Freja The Dragon)
- 2023 - "Australia" (Peter Bjorn and John Remix) (The Shins)